# 桃林口水库
桃林口水库位于中国河北省秦皇岛市青龙满族自治县三道河，临近长城重要关口之一的桃林口 ，是以防洪为主，兼有发电、供水、灌溉和养殖功能的大（二）型水库。一期工程总库容8.59亿立方米，二期工程完工后总库容将达17.80亿立方米，升级为大（一）型水库。
2002年9月被水利部评为国家水利风景区。